# Llangadwaladr
Llangadwaladr è una comunità del Galles e una località balneare sul Mare d'Irlanda dell'isola (e contea) di Anglesey, nel nord-ovest del Galles, situata lungo il percorso del sentiero Anglesey.

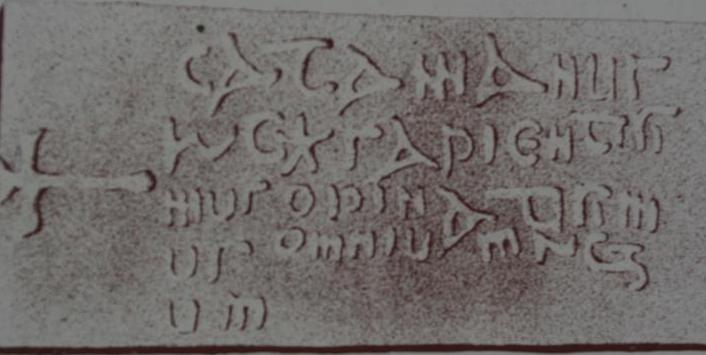
La pietra tombale di re Cadfan

## Geografia fisica
Il borgo si trova a circa 2 miglia ad est di Aberffraw e 3 miglia a sud di Gwalchmai e fa parte della Comunità di Bodorgan.

## Storia
Il villaggio è a poca distanza dall'antica corte regia dei re di Gwynedd ed è considerato come il loro sito di sepoltura regale.
Nella chiesa, infatti, è presente un'iscrizione in pietra in cui si legge: "Catamanus rex sapientisimus opinatisimus omnium regum" (il re Cadfan, più saggio e rinomato di tutti i re), lasciando intendere che Cadfan ap Iago (569-625), re di Gwynedd, è sepolto lì.